# Брат мой
«Брат мой» — советский фильм 1971 года снятый на студии «Казахфильм» режиссёром Абдуллой Карсакбаевым.

## Сюжет
Биографический фильм о жизни Гани Муратбаева — основателя комсомола в Казахской ССР.
1921 год, 18-летний Гани создаёт первый в Казахстане комсомольский отряд, который отправляется по аулам собирать продовольствие в помощь голодающим Поволжья. Он и его друзья ведут пропаганду среди населения, и несмотря на террор богачей против юных сторонников Советской власти число комсомольцев растёт — в отряд к Гани приходят и сын бая Кожамкул, и дочь муллы Раушан, которая становится первой и единственной любовью Гани. Через два года он, как заведующий Восточным отделом КИМа налаживает международные связи советской молодежи. Тяжкое заболевание обрывает его жизнь на своего 22-м году жизни.

## В ролях
- Куман Тастанбеков — Гани Муратбаев
- Анна Лисянская — Н. К. Крупская
- Алексей Золотницкий — Василий
- Евгений Красавцев — Николай
- Гурам Гогава — Назым Хикмет
- Ирина Куберская — Галина
- Меруерт Утекешева — Раушан
- Кененбай Кожабеков — Амиркул
- Макиль Куланбаев — Садырбай
- Ашир Чокубаев — Уазиркул
- Анвар Кенджаев — Болат
- З. Мендибаев — Кожамкул Амиркулов
- О. Арыстанов — здоровяк
- Т. Окимов — Айдар
- Болат Калымбетов — беспризорник
- Нуржуман Ихтымбаев — кривой

Фильм дублирован на Центральной студии киноактера («Мосфильм»), режиссёр дубляжа Е. Алексеев.

## Критика
Киноведами отмечается исполнение роли комсомольского вожака актёром Куманом Тастанбековым:

в фильме «Біздің Гани», вышедшем в свет в 1972 году, актер, создав образ личности Гани Муратбаева, пламенного руководителя казахской молодежи начала XX века, разносторонне раскрывал характер своего героя своими чувствами, патриотическими чувствами, комсомольским духом, и показал настоящий бойца.
Оригинальный текст (казах.)Абдолла  Қарсақбаевтың  1972  жылы жарыққа шыққан  «Біздің  Ғани»  фильмінде ұлықтауға  да,  еліктеуге  де  тұрарлық  XX  ғасырдың  басындағы  қазақ жастарының жалынды жетекшісі  болған Ғани Мұратбаевтың  тұлғалық  бейнесін  жасаған  актер  өз  кейіпкерінің мінезін сол заманның жастарына тән серпінмен, патриоттық сезіммен, комсомолдық рухпен жанжақты ашып, нағыз күрескерді көрсете білді.